# Drahotínský potok
Drahotínský potok je malý potok v okrese Plzeň-sever v Plzeňském kraji. Je to levostranný přítok řeky Berounky. Plocha jeho povodí měří 12,1 km².

## Průběh toku
Potok pramení jižně od České Břízy v blízkosti silnice spojující Českou Břízu a Zruč-Senec. Mezi druhým a třetím říčním kilometrem napájí Drahotínský rybník. Dále potok protéká obcí Druztová, pod níž se vlévá do řeky Berounky. Nad ústím potoka se vypíná zřícenina hradu Věžka.